# Chroniques de l'Antiquité galactique
Les Chroniques de l'Antiquité galactique sont des séries de bande dessinée écrites par Valérie Mangin dont les récits constituent un univers de science-fiction et publiées depuis 2000 par les éditions Soleil Productions et à partir de 2006 dans sa collection Quadrant solaire. Ces chroniques évoquent l'histoire d'un nouvel empire romain constitué dans l'avenir à l'échelle de la Galaxie et s'inspirent librement de la mythologie gréco-romaine et de récits mythiques d'auteurs antiques. Elles sont illustrées par Aleksa Gajić (série Le Fléau des dieux), Thierry Démarez (série Le Dernier Troyen), Dean Yazghi (série La Guerre des dieux) et Fafner (série Imperator).

## Établissement de l'univers
L'intitulé « Chroniques de l'Antiquité galactique » apparaît en 2004 sur la dernière de couverture du tome 4 du Fléau des dieux et du premier tome du Dernier Troyen. Les deux séries sont écrites par Valérie Mangin à partir d'une idée de son mari Denis Bajram. La première évoque l'existence dans un univers de space opera d'un empire romain, l'Orbis romain galactique, qui subit les invasions d'un peuple de barbares jusqu'alors inconnus, les Huns. En 2004, Mangin écrit une nouvelle série, Le Dernier Troyen, reprenant à nouveau des éléments de l'histoire antique dans un univers de science-fiction spatiale : la guerre de Troie puis l'errance d'Énée et d'Ulysse en mer Méditerranée.
En août 2006, avec la publication du dernier tome du Fléau et du quatrième du Dernier Troyen, l'univers des Chroniques de l'Antiquité galactique s'étend d'une chronologie et de l'annonce de deux nouvelles séries : Imperator sur l'origine de l'Orbis et La Guerre des dieux au cours de laquelle les personnages divins du Fléau vont agir sur l'humanité après avoir été projetés dans le passé au moment de la guerre de Troie. Dans Carthago, le quatrième tome du Dernier Troyen, deux autres séries des Chroniques sont évoquées : Attila du Fléau apparaît furtivement comme un oracle sur l'avenir de l'Orbis et l'empereur Auguste, à qui le poète Virgile conte les aventures d'Énée, est plus visible que dans les tomes précédents alors qu'il est annoncé comme le héros de la série Imperator dont le premier tome est publié en avril 2012.

## Inspirations
Valérie Mangin a exposé ses intentions dans la réappropriation de l'histoire grecque et romaine antique dans des encarts des tomes 2 et 4 du Dernier Troyen. Elle écrit ainsi qu'« en Grèce encore plus qu'à Rome, c'était la tradition pour chaque auteur d'improviser librement autour des canevas généraux de la guerre de Troie et des voyages des survivants. Crier au scandale parce qu'un poète n'aurait pas respecté telle partie du récit aurait semblé absurde aux auditeurs de l'époque. »
Le Fléau des dieux part de la guerre entre Attila et Aetius au milieu du Ve siècle, pour se développer ensuite dans la description de l'Orbis galactique et les interrogations sur la divinité supposée des personnages de fiction Attila et Flavia Ætia.
Le Dernier Troyen est librement inspirée des aventures de l'Énéide de Virgile et de l'Odyssée d'Homère, respectivement sur les errances parallèles du Troyen Énée et du Grec Ulysse. Mangin les force à se croiser au cours de leurs voyages dans une mythologie réinventée par un poète de l'Orbis pour plaire au fondateur de l'empire galactique. En plus de l'introduction d'éléments de science-fiction (les pentécontères antiques conservent leur forme tout en devenant des vaisseaux spatiaux, la Méditerranée est remplacée par l'espace intersidéral, etc.), Mangin y inclut des thématiques contemporaines : la définition de la féminité et de la masculinité dans La Reine des Amazones (tome 2) par exemple. La série en confrontant un nouveau Virgile à un nouvel Auguste fondateur de l'Orbis rappelle que l'écriture de l'Énéide a coïncidé avec le règne d'Auguste, premier empereur romain au Ier siècle av. J.-C..

## Historique fictif de l'univers
La fin du Fléau des dieux annonce le début de la Guerre des dieux qui prétend raconter la guerre de Troie au moment où les « dieux » du Fléau sont projetés dans le passé, donnant une origine extraordinaire aux dieux du polythéisme grec.
La rencontre des Humains avec des peuples extra-terrestres est placée au XXVIIIe siècle et se conclut avec le rapide contrôle de toute la galaxie par l'Humanité. Entre 3259 et 3268, la série Imperator raconte les conflits entre les Faisceaux d’assaut fascistes dirigeant une partie de l'humanité essaimée dans l’espace, les extra-terrestres et les Terriens, descendants des survivants d'un cataclysme nucléaire. Valérie Mangin prévoit une guerre civile aboutissant à la création par Auguste de l’empire romain galactique et l’exil des extra-terrestres en dehors de la galaxie.
Le Dernier Troyen se situe vers 3300, 46 ans après la fondation de l'Orbis par le nouvel Auguste. Elle mêle la réalité créée pour les Chroniques : Virgile Secundus amusant la cour impériale de l'Orbis ; mais également, une fiction mythologique que ce poète réécrit pour faire oublier les causes réelles de la fondation de l'Orbis, une guerre civile.
754 ans après la fondation de l'Orbis (la fondation de Rome a lieu en -753 d'après la tradition), la volonté d'oublier le passé et de réécrire l'histoire de l'Orbis que Virgile Secundus annonce, est parachevée par deux décrets de l'empereur galactique Constantin. L'un énonce que l'Orbis galactique « n'a pas eu de début et n'aura pas de fin ». Le second interdit la recherche scientifique pour que l'apogée et la paix de l'Orbis se perpétuent sans risque de guerre causée par une course aux armements. Ces édits sont expliqués dans le Fléau des dieux. Ils justifient les faciles victoires des Huns face à des légions romaines peu entraînées et que soit cachée sous la colline de Rome la bibliothèque du Vatican.
D'après la frise chronologique publiée en 2006, le Fléau des dieux se place à la fin des événements prévus par les auteurs pour les Chroniques galactiques : au quarante-quatrième siècle après Jésus Christ, 1100 ans après la fondation de l'Orbis romain galactique, celui-ci est sous la menace des Huns, alors que les Romains se croyaient être le seul peuple de la galaxie. Les réelles causes de cette guerre sont révélées progressivement aux deux héros, Attila et Flavia Ætia. Ces causes imaginent des raisons technologiques à l'existence des dieux de la mythologie grecque et romaine.